# Schor Ouden Doel
Schor Ouden Doel is een natuurgebied nabij de tot de Oost-Vlaamse gemeente Beveren behorende plaats Prosperpolder.
Het is een gebied van 51 ha, waarvan 38 ha sinds 1993 beschermd natuurgebied is en tegenwoordig in bezit van Natuurpunt. 13 ha is in bezit van Electrabel. Het aangrenzende Paardenschor (11,3 ha) is in bezit van de Vlaamse Overheid en wordt sinds 2005 beheerd door Natuurpunt.
Het gebied gaat in het noorden over in het Verdronken Land van Saeftinghe, terwijl aan de overzijde van de Schelde nog het Galgenschoor is te vinden.
Het betreft een schorrengebied langs de Schelde, en wel brakwaterschorren die betrekkelijk zeldzaam zijn. De invloed van de getijden is hier goed merkbaar. Zoutminnende planten als zeeaster, melkkruid, zilte rus, smalle rolklaver, stomp kweldergras, blauw kweldergras, zeekraal, zilte schijnspurrie en schorrezoutgras komen er voor.
Het gebied werd tot in de jaren '70 van de 20e eeuw begraasd door runderen. Door dijkverhogingen kwam daar een einde aan omdat de dieren bij springvloed, vanwege dijkverzwaring, niet meer konden vluchten. Dit leidde tot verruiging van het gebied. Vanaf 1999 werden een nieuw begrazingsproject gestart.